# Cléante
Louis Chalon, dit Cléante, né le 23 octobre 1938 à Liège et mort le 5 avril 2023, est un linguiste et grammairien belge.

## Biographie
Cléante est le pseudonyme adopté par Louis Chalon, docteur en philosophie et lettres de l'université de Liège pour écrire des chroniques langagières dans le quotidien belge Le Soir. Il a passé la plus grande partie de sa carrière comme chef de travaux à l'université de Liège.
Auteur de plusieurs milliers de chroniques, il arrête ce travail en octobre 2015. Depuis le 9 janvier 2016, cette rubrique linguistique est reprise par Michel Francard, puis, en juin 2022, par Anne-Catherine Simon.
Il est aussi l'auteur de différents ouvrages dont Au bout de la langue : 333 chroniques langagières, Tours et expressions de Belgique : prononciation, grammaire, vocabulaire, le Dictionnaire de la prononciation française ou encore le Dictionnaire des rimes orales et écrites.